# Phaenocarpa idolica
Phaenocarpa idolica är en stekelart som beskrevs av Fischer 1975. Phaenocarpa idolica ingår i släktet Phaenocarpa och familjen bracksteklar. Inga underarter finns listade i Catalogue of Life.